# Karl Amadeus Hartmann

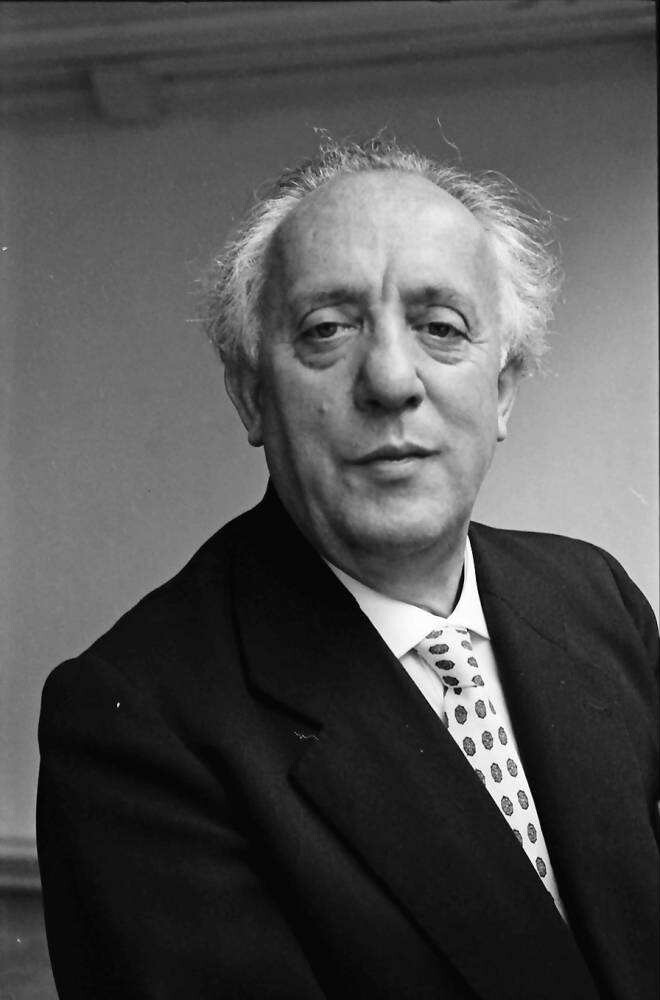
Karl Amadeus Hartmann (1962)

Karl Amadeus Hartmann (* 2. August 1905 in München; † 5. Dezember 1963 ebenda) war ein deutscher Komponist. Er war der Begründer der Konzertreihe musica viva, der neben den Donaueschinger Musiktagen, den Ferienkursen in Darmstadt und den Wittener Tagen für zeitgenössische Musik bedeutendsten Konzertreihe der zeitgenössischen Musik mit Schwerpunkt auf der Orchestermusik.

## Leben
Karl Amadeus Hartmann war der jüngste Sohn des Lehrers und Malers Friedrich Richard Hartmann und dessen Frau Gertrud Hartmann. Er wuchs in einem bildungsbürgerlichen Elternhaus auf. Der älteste seiner drei Brüder war der Porträtmaler Adolf Hartmann.
1919 begann er eine Lehrerausbildung in Pasing, die er jedoch nach drei Jahren abbrach. Schon damals war die Musik sein eigentlicher Berufswunsch. Zwischen 1924 und 1929 studierte Hartmann an der Staatlichen Akademie der Tonkunst in München Posaune und Komposition bei Joseph Haas. Erste Werke stellte er ab 1928 im Rahmen des Opernstudios der Bayerischen Staatsoper und in Konzerten der „Juryfreien“ einem größeren Publikum vor. Experimente mit dadaistischen und vom Jazz beeinflussten Kompositionen fielen ebenfalls in diese Zeit. Jedoch vernichtete Hartmann diese Werke später. Darüber hinaus lernte er Hermann Scherchen kennen, der zu einem Vorbild werden sollte und den er auch während des Zweiten Weltkrieges mehrfach in der Schweiz traf.
Im Jahr 1934 heiratete er Elisabeth Reussmann, die er im Kreis der Juryfreien kennengelernt hatte. Im folgenden Jahr kam sein Sohn Richard zur Welt.
Nach der „Machtergreifung“ der Nationalsozialisten zog er sich laut Fred K. Prieberg „nach Kempfenhausen am Starnberger See zurück und boykottierte – obwohl Mitglied der Reichsmusikkammer – das NS-Regime, indem er seine Arbeiten vom deutschen Markt fernhielt und im Ausland platzierte, begünstigt durch eine Lücke in der Kulturkammer-Gesetzgebung, weshalb die RMK nicht einschreiten konnte“. Ab 1933 komponierte er sein 1935 anlässlich der XIII. Weltmusiktage der Internationalen Gesellschaft für Neue Musik (ISCM World Music Days) in Prag uraufgeführtes Orchesterwerk Miserae, das er als Ausdruck des Protests gegen den Nationalsozialismus verstand. Er widmete es „Meinen Freunden, die hundertfach sterben mußten, die für die Ewigkeit schlafen, wir vergessen Euch nicht. Dachau 1933/34“. Weitere Aufführungen an den ISCM Weltmusiktagen erfuhr er 1938 (Streichquartett), 1950 (Symphonie Nr. 4), 1957 (Symphonie Nr. 6), 1960 (Symphonie Nr. 7), 1963 (Symphonie Nr. 8) und 1966 (Gesangsszene).
Bis zum Ende des Nationalsozialismus 1945 wurden seine Stücke, mit Ausnahme einer Bühnenmusik zu Shakespeares Macbeth (1942), nicht in Deutschland aufgeführt. Hartmann selbst wurde nicht verfolgt, hatte sich aber in die „innere Emigration“ zurückgezogen, komponierte meist „für die Schublade“ und lebte vor allem von der Unterstützung durch seine Schwiegereltern. In diese Zeit fiel unter anderem die Komposition des 1. Streichquartetts „Carillon“ (1933), der 1. Sinfonie (1935/1936) und des Concerto funèbre (1939). Einigen Einfluss auf sein weiteres Werk hatte ein kurzer Unterricht bei Anton Webern in Maria Enzersdorf bei Wien im November 1942.
1945 wurde Hartmann Dramaturg an der Bayerischen Staatsoper. In den Folgejahren veröffentlichte er, größtenteils unter dem Arbeitstitel Symphonie, seine überarbeiteten Werke. Daneben gründete er mit Unterstützung der Alliierten des Zweiten Weltkriegs und des nach 1945 gegründeten Bayerischen Rundfunks die Münchner Konzertreihe Musica Viva für die Aufführung avantgardistischer Musik, eine Aufgabe, der er bis zu seinem Tod viel Aufmerksamkeit schenkte. Die Reihe existiert noch heute.
Nach dem Krieg tilgte er die meisten politischen Bezüge aus seinem Werk und versöhnte sich nach anfänglichen Auseinandersetzungen mit den während der Zeit des Nationalsozialismus aktiv gebliebenen Komponisten Carl Orff und Werner Egk. Obwohl er der Restauration in der Bundesrepublik kritisch gegenüberstand, schlug er eine Einladung des Staates DDR zur Übersiedlung aus.
Mit der steigenden Anzahl von Aufführungen seiner Werke stieg auch seine Anerkennung, die sich in vielen Ehrungen ausdrückte.
Am 5. Dezember 1963 starb Karl Amadeus Hartmann an den Folgen einer Krebserkrankung. Er wurde auf dem Münchner Waldfriedhof beerdigt. An seinem Wohnhaus an der Schwabinger Franz-Joseph-Straße ist eine Gedenktafel angebracht.

## Kompositionen (Auswahl)

### Bühnenwerke
- Wachsfigurenkabinett (1929/30). 5 kleine Opern. Libretti: Erich Bormann
  1. Leben und Sterben des heiligen Teufels
  2. Der Mann, der vom Tod auferstand
  3. Chaplin Ford Trott
  4. Fürwahr…?!
  5. Die Witwe von Ephesus
- Des Simplicius Simplicissimus Jugend. Bilder einer Entwicklung aus dem deutschen Schicksal (1934–1936). Oper. Libretto: Hermann Scherchen (Szenarium), Wolfgang Petzet und Karl Amadeus Hartmann (nach dem Abenteuerlichen Simplicissimus von Hans Jakob Christoffel von Grimmelshausen)
  - Überarbeitete Fassung: Simplicius Simplicissimus. Drei Szenen aus seiner Jugend (1956/57)

### Vokalkompositionen
- Kantate (1933) für 6-stimmigen Männerchor a cappella
Satzfolge: 1. Kohlenbrot. Text: Johannes R. Becher – 2. Wir haben eine Welt zu gewinnen. Text: Karl Marx
- 1. Symphonie. Versuch eines Requiems (1935/36; revidiert 1954/55) für Altstimme und Orchester. Text: Walt Whitman
- Friede anno 48 („Welt, rühme was du willst“; 1936/37). Kantate für Sopran, 4-stimmigen gemischten Chor und Klavier. Text: Andreas Gryphius
- Lamento (1955). Kantate für Sopran und Klavier. Texte: Andreas Gryphius
Satzfolge: 1. Elend – 2. An meine Mutter – 3. Friede
- Ghetto (1961). Text: Jens Gerlach. Beitrag zum Gemeinschaftswerk Jüdische Chronik (mit Paul Dessau, Boris Blacher, Rudolf Wagner-Régeny, Hans Werner Henze) für Alt, Bariton, Kammerchor, 2 Sprecher und kleines Orchester. UA 14. Januar 1966 Köln (WDR Sinfonieorchester, Dirigent: Christoph von Dohnányi)
- Gesangsszene (1962/63; Fragment) für Bariton und Orchester. Text: Jean Giraudoux (aus Sodom und Gomorrha)

### Ensemble- und Orchesterwerke
- Burleske Musik (1931) für Bläser, Schlagzeug und Klavier
Satzfolge: 1. Vorspiel – 2. Schneller Tanz – 3. Intermezzo – 4. Langsamer Tanz – 5. Marsch
- Kleines Konzert (1931/32) für Streichquartett und Schlagzeug
- Lied (1932) für Trompete und Bläserensemble (= 2. Satz aus dem verschollenen Konzert für Trompete und Orchester)
- Concertino (1933) für Trompete mit 7 Soloinstrumenten
- Miserae (1933/34). Sinfonische Dichtung für Orchester
- Kammerkonzert (1930/35) für Klarinette, Streichquartett und Streichorchester
Satzfolge: 1. Introduktion – 2. Tanz-Variation – 3. Fantasie
- 1. Symphonie. Versuch eines Requiems (1935/36; revidiert 1954/55): siehe unter Vokalkompositionen
- L’Œuvre (1937/38). Symphonie für Orchester
Satzfolge: 1. Toccata variata (Introduktion – Thema mit Variationen) – 2. Adagio
- Concerto funebre (1939 als Musik der Trauer; revidiert 1959) für Violine und Streichorchester
Satzfolge: 1. Introduktion (Largo) – 2. Adagio – 3. Allegro di molto – 4. Choral (Langsamer Marsch)
- Symphonische Ouvertüre (1942, als Symphonische Ouvertüre „China kämpft“; revidiert 1947)
- Sinfonia tragica (1940/43) für Orchester
- Symphonische Hymnen (1941/43) für großes Orchester
- Klagegesang (1944/45) für großes Orchester
- Adagio (2. Sinfonie) (1946) für großes Orchester
- 3. Symphonie (1948/49) für großes Orchester
- 4. Symphonie (1948) für Streichorchester
Satzfolge: 1. Lento assai con passione – 2. Allegro di molto, risoluto – 3. Adagio appassionato
- Symphonie concertante (Symphonie Nr. 5) (1950) für Orchester
Satzfolge: 1. Toccata – 2. Melodie (Hommage à Strawinsky) – 3. Rondo
- 6. Symphonie (1951/53) für großes Orchester
Satzfolge: 1. Adagio – 2. Toccata variata
- Konzert (1953) für Klavier, Bläser und Schlagzeug
Satzfolge: 1. Andante et Rondeau varié – 2. Mélodie – 3. Rondeau variè
  - Erweiterte Neufassung: Konzert (1954/56) für Bratsche und Klavier begleitet von Bläsern und Schlagzeug
Satzfolge: 1. Rondo – 2. Melodie – 3. Rondo variè
- 7. Symphonie (1958) für großes Orchester
Satzfolge: 1. Ricercare – 2. Adagio mesto – 3. Finale: Virtuoses Scherzo
- 8. Symphonie (1960/62) für großes Orchester

### Kammermusik und Klaviermusik
- Jazz-Toccata und -Fuge (1928) für Klavier
- Sonatine (1931) für Klavier
Satzfolge: 1. Äußerst lebhaft – 2. Sehr breit, ausdrucksvoll
- Tanz-Suite (1931) für Klarinette, Englischhorn, Fagott, Trompete und Posaune
Satzfolge: 1. Lustig (Viertel) – 2. Sehr langsame Viertel – 3. Ruhige Viertel – 4. Lebhaft, sehr energisch (Marsch)
- 1. Streichquartett („Carillon“) (1933)
Satzfolge: 1. Langsam – sehr lebhaft – 2. MM = 66 – 3. MM = 120
- Sonate (27. April 1945) für Klavier
Satzfolge: 1. Bewegt – 2. Scherzo – 3. Adagio marciale – 4. Allegro furioso (stürmisch, leidenschaftlich)
Ein zeitgeschichtliches Dokument, dem Hartmann folgende Worte voransetzte: „Am 27. und 28. April 1945 schleppte sich ein Menschenstrom von Dachauer ‚Schutzhäftlingen‘ an uns vorüber – unendlich war der Strom – unendlich war das Elend – unendlich war das Leid – “
Von dieser Sonate existieren zwei Manuskripte.
- 2. Streichquartett (1945/46)
Satzfolge: 1. Langsam – äußerst lebhaft und sehr energisch – 2. Andantino – 3. Presto

## Auszeichnungen
- 1948 Musikpreis der Stadt München

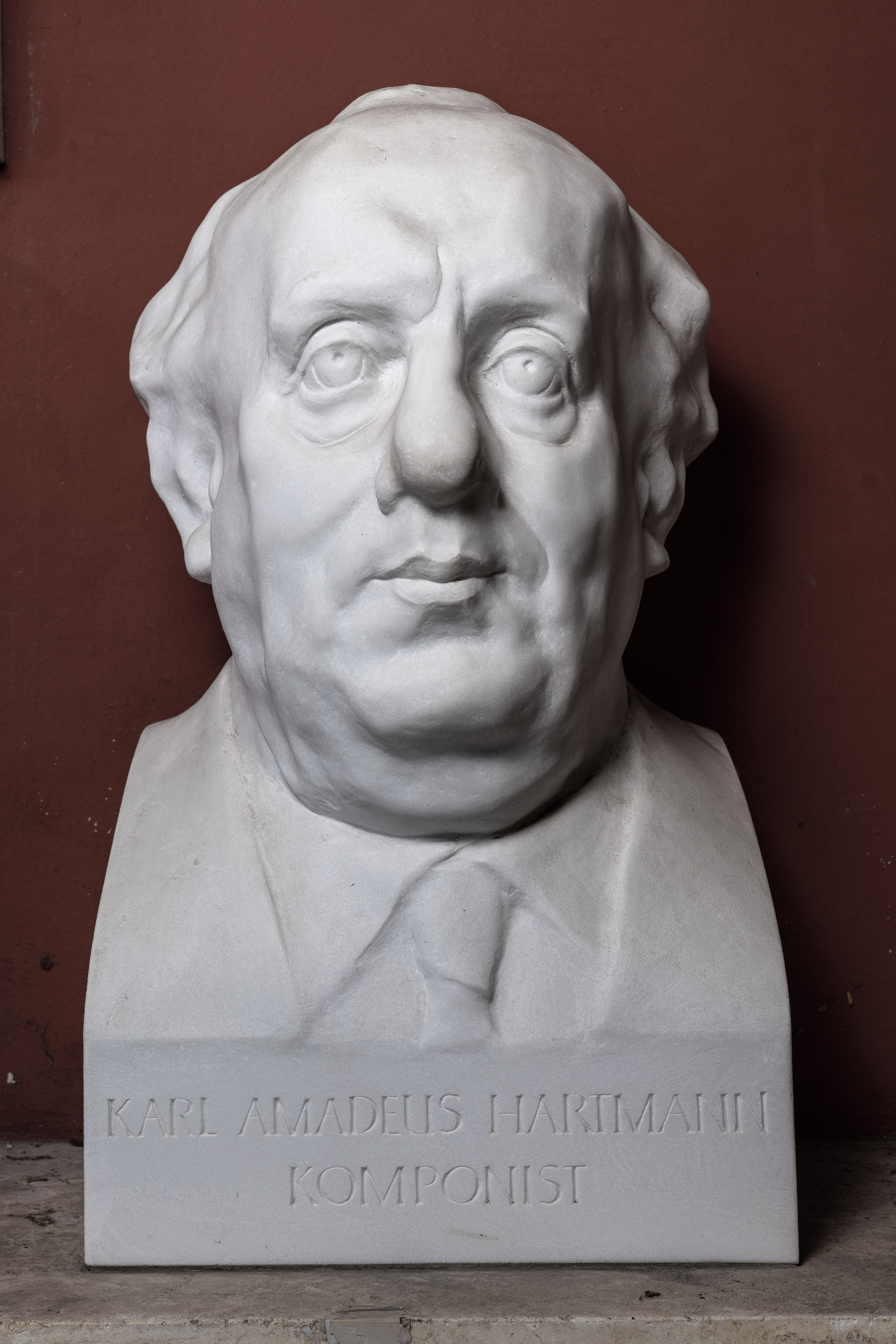
Marmorbüste Karl Amadeus Hartmanns von Wolfgang Eckert in der Ruhmeshalle München

- 1950 Kunstpreis der Bayerischen Akademie der Schönen Künste
- 1954 Arnold-Schönberg-Medaille der Internationalen Gesellschaft für Neue Musik (IGNM)
- 1957 Großer Kunstpreis des Landes Nordrhein-Westfalen
- 1959 Bayerischer Verdienstorden
- 1959 Ludwig-Spohr-Preis der Stadt Braunschweig
- 1961 Berliner Kunstpreis
- 1961 Schwabinger Kunstpreis
- 1962 Ehrendoktorwürde des Spokane Conservatory, Washington
- Büste in der Ruhmeshalle (München)